# Barilac
Barilac je otočić u Jadranskom moru, jugozapadno od Primoštena, oko 2 km ispred obale.
Površina otoka je 7.267 m2, duljina obalne crte 312 m, a visina 14 metara.

## Vanjske poveznice
|  | Zajednički poslužitelj ima još gradiva o temi Barilac |